# Marco Di Costanzo
Marco Di Costanzo (Nápoles, 9 de junho de 1992) é um remador italiano, medalhista olímpico.

## Carreira
Di Costanzo competiu nos Jogos Olímpicos de 2016 na prova do dois sem, onde conquistou a medalha de bronze com Giovanni Abagnale.